# Philodromus albidus
Philodromus albidus là một loài nhện trong họ Philodromidae.
Loài này thuộc chi Philodromus. Philodromus albidus được Wladislaus Kulczynski miêu tả năm 1911.

## Hình ảnh

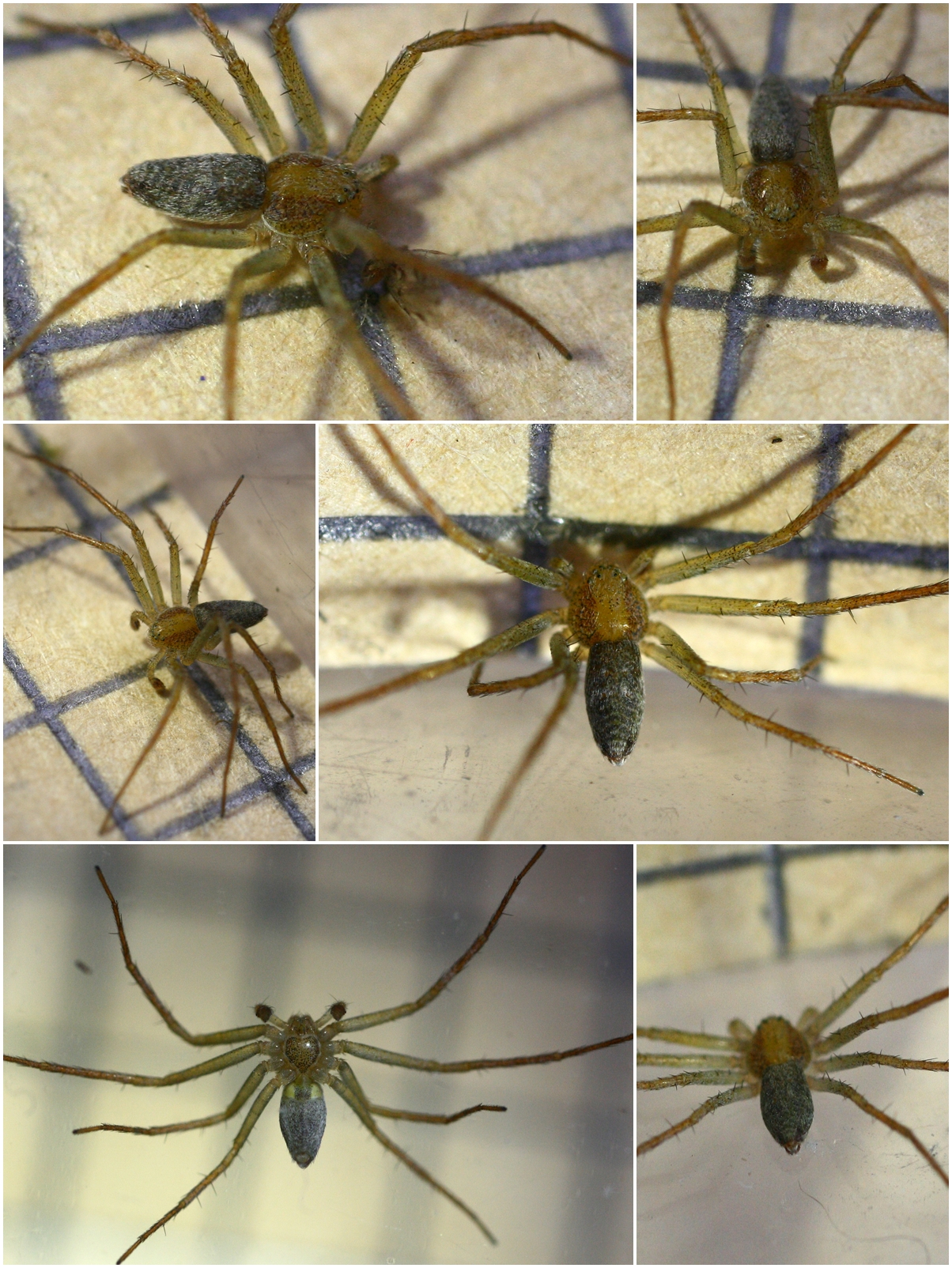